# Sale delle Langhe
Sale delle Langhe ist eine Gemeinde in der italienischen Provinz Cuneo (CN), Region Piemont.

## Lage und Einwohner
Sale delle Langhe liegt 60 km östlich von der Provinzhauptstadt Cuneo entfernt, nahe des Tanaro auf einer Höhe von 480 m über dem Meeresspiegel. Das Gemeindegebiet umfasst eine Fläche von 10,93 km² und hat 465 Einwohner (Stand 31. Dezember 2023). Zur Gemeinde gehört auch der Weiler Arbi. Die Nachbargemeinden sind Camerana, Ceva, Montezemolo, Priero und Sale San Giovanni. 
Der Schutzheilige des Ortes ist Maria Vergine Assunta.

## Geschichte

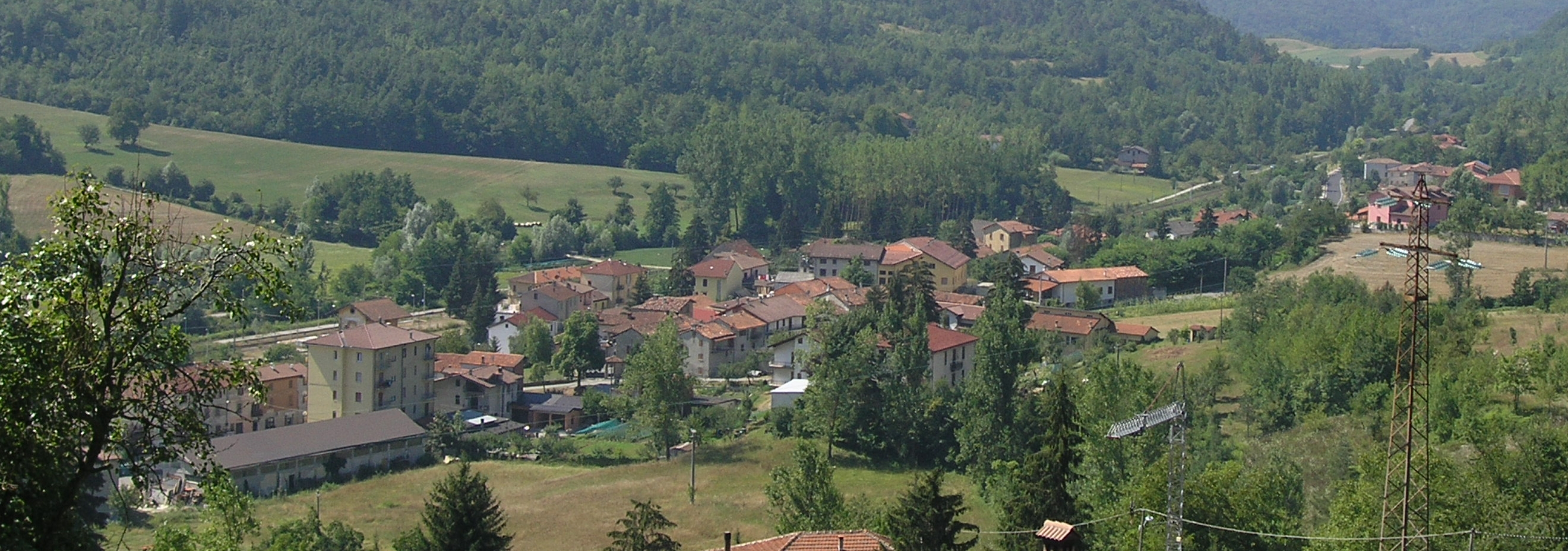
Blick auf Sale delle Langhe

Es gibt nur wenige historische Informationen über die frühen Ereignisse des Dorfes. Wir wissen nur, dass seine Ursprünge sehr alt sind und höchstwahrscheinlich bis in die Römerzeit zurückreichen, wie die Entdeckung eines Grabsteins beweist. Um das Jahr 890 kam es im Gebiet von Sale, wie auch in der gesamten Nachbarregion, zu Einfällen der Sarazenen. Im Mittelalter diente es als Sammelstelle für Tribute, die die Bevölkerung der Gegend dem Herrscher und seinen Feudalherren schuldete. Um das Jahr 1000 wurde eine mächtige Burg errichtet, um das Dorf vor häufigen Einfällen zu schützen.
Die erste bestimmte Information bezieht sich auf die Herrschaft der Markgrafen von Monferrato, die später auf die von Ceva übertragen wurde. Sie wurde um 1300 als Gemeinde gegründet und erhielt ihre Satzung vom Markgrafen Wilhelm V., dem Sohn von Georg dem Zwerg, dem berühmtesten Vertreter dieser Linie. Im Jahr 1531 kam das Gebiet von Sale auf Geheiß von Kaiser Karl V. unter die Herrschaft des Hauses Savoyen. Am 16. April 1796 erlebte Sale die Ankunft der Truppen Napoleons mit den damit verbundenen Plünderungen und Misshandlungen.
Auch historisch-architektonische Zeugnisse gibt es nur wenige. Erwähnenswert sind das Rathaus mit Terrakottadecken, die Pfarrkirche Maria Vergine Assunta und die Kapelle San Lazzaro. Auf dem Hügel entlang der Pedaggera-Straße liegt die kleine Siedlung Arbi, in der sich ein kleines Schloss im schottischen Stil namens „Castello Rosso“ befindet.
Im 19. Jahrhundert brachten der Bau der Bra-Ceva-Savona-Eisenbahn, der Aufbau des Straßennetzes und der Bau einer Ziegelei im Jahr 1907, in Betrieb bis in die 1980er Jahre, der Gemeinde ein hohes Maß an Wohlstand und Wohlstand. Seit 1948 ist die Gemeinde zwischen Sale Langhe und dem höher gelegenen Sale San Giovanni aufgeteilt worden.

## Kulinarische Spezialitäten
In der Umgebung von Sale delle Langhe wird Weinbau betrieben. Die Beeren der Rebsorten Spätburgunder und/oder Chardonnay dürfen zum Schaumwein Alta Langa verarbeitet werden.